# Ergativus
Az ergativus mint nyelvtani eset – másképpen jelölt alany – az ún. ergatív nyelvekben (kaukázusi nyelvcsalád, baszk, sumér, ausztráliai nyelvek stb.) használatos. Azokat a mondatokat, ahol a cselekvésnek van egy elvégzője („alanya”) és egy célpontja („tárgya”), az ergatív nyelvek a célpont szempontjából fogalmazzák meg: ez kerül a jelöletlen absolutivus esetbe, és a cselekvés végzőjét jelölik ergativusszal. (A célpont nélküli mondatok cselekvője szintén úgy fejeződik ki, mintha vele történne a cselekvés, így ez is absolutivusban áll.)
Míg pl. a magyarban a Pista kinyitja az ajtót és Az ajtó kinyílik mondatokban egyszer Pista az alany, egyszer az ajtó, addig egy ergatív nyelvben mindkét esetben az ajtó marad absolutivusban, csak az első mondat azt teszi hozzá, hogy Pista által nyitódik ki, és a Pista név kerül ergativusba.
Példa ergativusra a baszk nyelvből a következő mondat:
 Martinek egunkariak erosten dizkit.
„Martin az újságokat megveszi nekem.”
(szó szerint kb. ’Martin+által az újságok megvevődnek nekem.’)
A mondat cselekvője, a Martin|ek ergativusban áll, míg a célpontja, az egunkariak (’újságok’) absolutivusban (ragtalanul). Maga az ergativus elnevezése a görög ergon ’munka’ szóból származik, amely az cselekvés elvégzőjének aktív voltára utal.
További ergatív nyelvek:
- grúz, csecsen és egyéb kaukázusi nyelvek;
- maja és más amerikai indián nyelvek;
- ausztráliai őslakosok nyelvei;
- burusaszki nyelv;
- tibeti nyelv;
- ergatív szerkezetek előfordulnak a hindi nyelvben is.

Az ergatív eset néhány mesterséges nyelvben is megtalálható, ilyenek pl. a Na'vi és az  Ithkuil.